# Arapahoe (Carolina del Nord)
Arapahoe è un comune (Town) degli Stati Uniti d'America, nella Contea di Pamlico, nello Stato della Carolina del Nord. Secondo una stima del 2007 la popolazione del comune era di 408 abitanti.

## Geografia fisica
Secondo l'United States Census Bureau la città sorge su un'area di 5,70 km², interamente su terraferma.